# Буритизал
Буритизал (порт. Buritizal)  —  муниципалитет в Бразилии, входит в штат Сан-Паулу. Составная часть мезорегиона Рибейран-Прету. Входит в экономико-статистический  микрорегион Итуверава. Население составляет 3583 человека на 2006 год. Занимает площадь 266,271 км². Плотность населения — 13,5 чел./км².
Праздник города —  8 сентября.

## Статистика
- Валовой внутренний продукт на 2003 составляет 103.035.350,00 реалов (данные: Бразильский институт географии и статистики).
- Валовой внутренний продукт на душу населения на 2003 составляет 28.423,55 реалов (данные: Бразильский институт географии и статистики).
- Индекс развития человеческого потенциала на 2000 составляет 0,777 (данные: Программа развития ООН).

## География
Климат местности: горный тропический. В соответствии с классификацией Кёппена, климат относится к категории Cfb.